# 新丰县革命烈士纪念碑
新丰县革命烈士纪念碑，位于中国广东省韶关市新丰县丰城镇后山公园，为新丰县的一个县级文物保护单位，类型为近现代重要史迹及代表性建筑，公布时间为1984年12月15日。
新丰县革命烈士纪念碑建于1976年。